# Граф Лаудон

Герб графов Лаудон

Граф Лаудон — наследственный титул в системе Пэрства Шотландии. Он был назван в честь прихода Лаудон в Ист-Эршире. Титул был создан в 1633 году для Джона Кэмпбелл, 2-го лорда Кэмпбелла из Лаудона (1598—1662), вместе с дополнительным титулом лорда Тарринзена и Мохлина. Маргарет Кэмпбелл, жена 1-го графа Лаудона, была внучкой и наследницей Хью Кэмпбелла, лорда Кэмпбелла из Лаудона. Хью Кэмпбелл отрекся от власти в пользу своего зятя Джон Кэмпбелла, который унаследовал титул лорда Кэмпбелла из Лаудона, став пэром Шотландии.
Флора Мюр-Кэмпбелл, 6-я графиня Лаудон (1780—1840), стала женой Фрэнсиса Роудона-Гастингса, 2-го графа Мойра (1754—1826), который позднее получил титул маркиза Гастингса. следующие три графа Лаудона также носили титул маркиза Гастингса. В 1868 году после смерти Генри Раудона-Гастингса, 4-го маркиза Гастингса и 9-го графа Лаудона (1842—1868), титул маркиза Гастингса прервался, а графский титул перешел по наследству к Эдит Мод Раудон-Гастингс (1833—1874), старшей дочери 2-го маркиза Гастингса.
Сын и наследник графа Лаудона носит титул учтивости — «лорд Мохлин».

## Лорды Кэмпбелл из Лаудона (1601)
- Хью Кэмпбелл, 1-й лорд Кэмпбелл из Лаудона (ум. 15 декабря 1622), сын Мэтью Кэмпбелла из Лаудона и Изабель Драммонд, отказался от титула в пользу зятя около 1619 года;
- Джон Кэмпбелл, 2-й лорд Кэмпбелл из Лаудона (1598 — 15 марта 1662), сын сэра Джеймса Кэмпбелла из Лаверса (ум. 1645), муж Маргарет Кэмпбелл, 2-й баронессы Кэмпбелл из Лаудона, внучки и наследницы предыдущего, граф Лаудон с 1633 года.

## Графы Лаудон (1633)

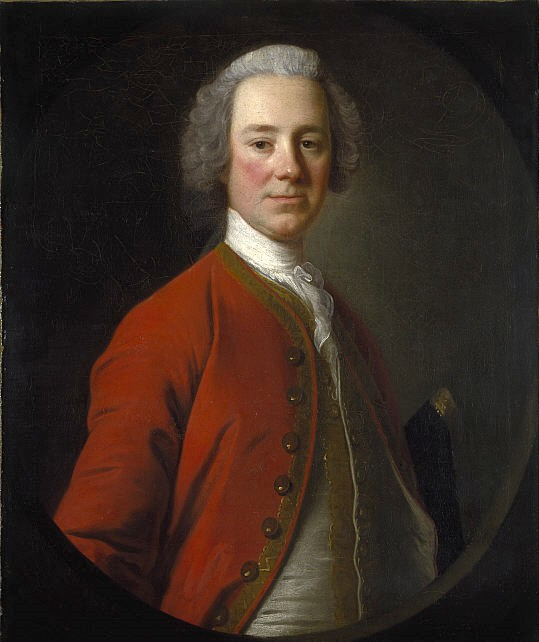
Джон Кэмпбелл, 4-й граф Лаудон (1705—1782)

- 1633—1662: Джон Кэмпбелл, 1-й граф Лаудон (1598 — 15 марта 1662), сын сэра Джеймса Кэмпбелла из Лаверса (ум. 1645)
- 1662—1684: Джеймс Кэмпбелл, 2-й граф Лаудон (ум. 1684), сын предыдущего;
- 1684—1731: Хью Кэмпбелл, 3-й граф Лаудон (ум. 30 ноября 1731), старший сын предыдущего;
- 1731—1782: Джон Кэмпбелл, 4-й граф Лаудон (5 мая 1705 — 27 апреля 1782), сын предыдущего;
- 1782—1786: Джеймс Мур-Кэмпбелл, 5-й граф Лаудон (11 февраля 1726 — 28 апреля 1786), сын сэра Джеймса Кэмпбелла (ум. 1745) и внук 2-го графа Лаудона;
- 1786—1840: Флора Мур-Кэмпбелл, 6-я графиня Лаудон (август 1780 — 8 января 1840), дочь предыдущего;
- 1840—1844: Джордж Огастес Фрэнсис Раудон-Гастингс, 2-й маркиз Гастингс, 7-й граф Лаудон (4 февраля 1808 — 13 января 1844), старший сын предыдущей и Фрэнсиса Раудона-Гастингса, 1-го маркиза Гастингса;
- 1844—1851: Паулин Реджинальд Серло Раудон-Гастингс, 3-й маркиз Гастингс, 8-й граф Лаудон (2 июня 1832 — 17 января 1851), старший сын предыдущего;
- 1851—1868: Генри Вейсфорд Чарльз Плантагенет Раудон-Хастингс, 4-й маркиз Гастингс, 9-й граф Лаудон (22 июля 1842 — 10 ноября 1868), младший брат предыдущего;
- 1868—1874: Эдит Мод Раудон-Гастингс, 10-я графиня Лаудон (10 декабря 1833 — 23 января 1874), старшая дочь 2-го маркиза Гастингса и 7-го графа Лаудона;
- 1874—1920: Чарльз Эдвард Раудон-Гастингс, 11-й граф Лаудон (5 января 1855 — 17 мая 1920), старший сын предыдущей;
- 1920—1960: Эдит Мод Эбни-Гастингс, 12-я графиня Лаудон (13 мая 1883 — 24 февраля 1960), старшая дочь майора Паулина Фрэнсиса Раудона-Гастингса (1586—1907), внучка Чарльза Фреедрика Эбни-Гастингса, 1-го барона Донингтона (1822—1895) и Эдит Мод Раудон-Гастингс, 10-й графини Лаудон;
- 1960—2002: Барбара Хаддлстон Эбни-Гастингс, 13-я графиня Лаудон (3 июля 1919 — 1 ноября 2002), старшая дочь предыдущей и Реджинальда Моубрея Чичестера Эбни-Гастингса;
- 2002—2012: Эдвард Майкл Эбни-Гастингс, 14-й граф Лаудон (22 июля 1942 — 30 июня 2012), единственный сын предыдущей от первого брака с капитаном Уолтером Скриклендом Лордом
- 2012 — настоящее время: Саймон Майкл Эбни-Гастингс, 15-й граф Лаудон (род. 29 октября 1974), старший сын предыдущего;
  - Наследник: достопочтенный Маркус Уильям Эбни-Гастингс (род. 1981), младший брат предыдущего.